# Schutzmaske
Schutzmasken werden zum Schutz des Gesichtes oder Teilen davon (Augen, Nase usw.) sowie der Atemorgane benutzt. Sie schützen mechanisch vor Verletzungen oder als Filtermasken bzw. Frischluftmasken teilweise oder vollständig vor Gasen, Dämpfen, Flüssigkeitsnebel, groben und lungengängig feinen Stäuben (Staubmaske) und darin enthaltenen Krankheitserregern sowie vor belästigenden Gerüchen.

## Einsatzbereiche
Schutzmasken oder Visiere werden bei der Arbeit, z. B. beim Schweißen, Schleifen, Sandstrahlen, Lackieren und Reinigungsarbeiten benutzt, aber auch im Sport (Eishockeymaske, Fechtmaske), beim Brandschutz, Militär und in der Medizin (Gas- und andere Atemschutzmasken, Mund-Nasen-Schutz). Tauchmasken sind ein Bestandteil der Tauchausrüstung.

## Infektionsschutzmasken
Infektionsschutzmasken werden vor allem im Gesundheitsbereich im Rahmen der Basishygiene zum Schutz vor Übertragung von Infektionskrankheiten verwendet, die unter anderem durch Bakterien, Viren und Pilze ausgelöst werden können.
Im Rahmen der COVID-19-Pandemie erlangten die verschiedenen Schutzmasken sowie ihre jeweilige Wirksamkeit hinsichtlich des Eigen- und Fremdschutzes eine hohe Bedeutung und waren Gegenstand diverser öffentlicher Debatten. Die in vielen Ländern bestehende Maskenpflicht bezieht sich auf Masken, die von jedermann zum Schutz der Umgebung getragen werden sollen.

### Situation in Deutschland
Die deutsche Bundesregierung startete am 15. Dezember 2020 die kostenlose Verteilung von FFP2-Schutzmasken an 27 Millionen Bürger, die über 60 Jahre alt waren oder an bestimmten Vorerkrankungen litten. Jeder von ihnen sollte im Laufe des Winters 15 Masken erhalten. Die Ausgabe an die Berechtigten erfolgte durch die Apotheken.

#### Empfehlungen der Bundesanstalt für Arbeitsschutz und Arbeitsmedizin (BAuA)
| Maskenart | Bild | Schutz des Trägers | Schutz des Umfeldes | für Gesundheitspersonal | Wiederaufbereitung                                                                                   |
| --- | ---- | --- | --- | --- | --- |
| Alltagsmaske (Behelfsmaske aus Stoff, Community-Maske), kein genormtes Produkt, Qualität variiert stark Hinweis |      | gering, jedoch eingeschränkte Minderung des Risikos einer Kontaktübertragung durch Berührung von Mund und Nase (siehe Wirksamkeit von Alltagsmasken)            | ja, eingeschränkt (Minderung der Tröpfchenfreisetzung, dadurch geringere Virenkonzentration in der Umgebungsluft eines Ausscheiders) | nein | möglich durch desinfizierende Wäsche; mindestens bei 60 Grad (siehe hier)                            |
| medizinischer Mund-Nasen-Schutz (MNS) (EN 14683)                                                                |      | ja, eingeschränkt (Filtration von Bakterien und Viren um 95 bzw. 98 %, aber seitliches Eindringen wahrscheinlich; siehe auch Wirksamkeit von Mund-Nasen-Masken) | ja (zusätzlich auch Filtration von Aerosolen)                                                                                        | möglich bei Tätigkeit an Patienten ohne COVID-19-Verdacht; bei Tätigkeit an COVID-19-verdächtigen Patienten nur, wenn der Patient ebenfalls einen MNS trägt | für Einwegprodukte nicht vorgesehen, bei akuten pandemiebedingten Engpässen Ausnahmeregelung möglich |
| FFP2-Maske ohne Ausatemventil (EN 149), N95-Maske                                                               |      | ja (Abscheidegrad von mindestens 95 %) | ja (zusätzlich auch Filtration von Aerosolen)                                                                                        | bei Tätigkeit an COVID-19-verdächtigen Patienten; nur bei geringem Infektionsrisiko durch Aerosole                                                          | für Einwegprodukte nicht vorgesehen, bei akuten pandemiebedingten Engpässen Ausnahmeregelung möglich |
| FFP3-Maske ohne Ausatemventil (EN149)                                                                           |      | ja (Abscheidegrad von mindestens 99 %) | ja (zusätzlich auch Filtration von Aerosolen)                                                                                        | bei Tätigkeit an COVID-19-verdächtigen Patienten; auch bei hohem Infektionsrisiko durch Aerosole                                                            | für Einwegprodukte nicht vorgesehen, bei akuten pandemiebedingten Engpässen Ausnahmeregelung möglich |
| FFP3-Maske mit Ausatemventil (EN 149)                                                                           |      | ja (Abscheidegrad von mindestens 99 %) | nein | bei Tätigkeit an COVID-19-verdächtigen Patienten; auch bei hohem Infektionsrisiko durch Aerosole                                                            | für Einwegprodukte nicht vorgesehen, bei akuten pandemiebedingten Engpässen Ausnahmeregelung möglich |
| Gebläseunterstützte Hauben oder Helme (EN 12941 und EN12942)                                                    |      | ja (Filtration von Tröpfchen beim Einatmen je nach Partikelfilterklasse)                                                                                        | nein | bei Tätigkeit an COVID-19-verdächtigen Patienten; auch bei hohem Infektionsrisiko durch Aerosole                                                            | Atemanschluss (u. a. Maskenkörper); Filterwechsel                                                    |

Hinweis: Anders als in der Tabelle suggeriert, gelten Alltagsmasken offiziell nicht als „Schutzmasken“, sondern nur als behelfsmäßige „Mund-Nasen-Bedeckung“ oder „Behelfs-Mund-Nasen-Maske“, weil sie dem Träger der Maske nur einen geringen Eigenschutz bieten und insbesondere privat hergestellte Stoffmasken eine mangelhafte Qualität haben können. Im Beschluss der Bundeskanzlerin und der Länderregierungschefs vom Januar 2021 wurde definiert, dass nur „OP-Masken“ als auch „Masken der Standards KN95/N95 oder FFP2“ als Medizinische Maske gelten.

### Schutz des Trägers im Vergleich
Insbesondere im Zusammenhang mit der COVID-19-Pandemie kam vermehrt die Fragestellung auf, in welchem Maß die verschiedenen Masken einen Schutz vor einer Vireninfektion für den Träger darstellen. Der Forschungsstand um diese Fragestellung war bis zum Beginn der Pandemie relativ schwach.
Die Bewertung von Alltagsmasken ist unter anderem deshalb schwierig und kaum zu generalisieren, weil die Herstellung und die Anforderungen keiner Normung unterliegen und sich die Eigenschaften verschiedener Alltagsmasken somit erheblich voneinander unterscheiden. Die Schweizer Covid-19-Taskforce hat im Jahr 2020 Empfehlungen für minimale Spezifikationen für Community-Masken für Schweizer Hersteller veröffentlicht. Aus Stoffen hergestellte Masken haben der Deutschen Gesellschaft für Pneumologie und Beatmungsmedizin zufolge wahrscheinlich einen Schutzeffekt, der bisher jedoch noch nicht durch klinische Studien belegt wurde. Die Filterleistung verschiedener Stoffe variiert erheblich.
Medizinischer Mund-Nasen-Schutz (MNS), N95-Masken und FFP-Masken sind jeweils genormt (siehe Tabelle oben), was eine bessere Vergleichbarkeit zulässt.
Hinsichtlich der reinen Abscheideleistung sind medizinische Mund-Nasen-Masken (MNS Typ I), N95-Masken und FFP-2-Masken im Wesentlichen identisch: Alle Masken weisen eine bakterielle Filterleistung (BFE) von mindestens 95 % auf; je nach Normung muss zusätzlich eine Partikelabscheidung von 95 % bei einer Partikelgröße von 0,1 µm (entspricht 100 Nanometern) erreicht werden. Rein bezogen auf die Abscheideleistung sind MNS-Masken des Typs II mit einer BFE von 98 % (siehe Einteilung von Mund-Nasen-Schutz) sogar effizienter als FFP-2-Masken und N95-Masken, jedoch weniger effizient als FFP-3-Masken mit einer BFE von 99 %.
Wesentlicher Unterschied von FFP- und N95-Masken gegenüber MNS und anderen Mund-Nasen-Bedeckungen (MNB) ist die Abdichtung des Mund-Nasen-Bereichs – vorausgesetzt, die Maske wird korrekt angelegt und es handelt sich beim Anwender nicht um einen Bartträger. Das Vorbeiströmen der Luft beim Ein- und Ausatmen wird dadurch erheblich reduziert. Dies wurde von verschiedenen Studien bestätigt: So kam im Jahr 2008 eine experimentelle Studie im Auftrag des niederländischen Gesundheitsministeriums zu dem Ergebnis, dass die Effektivität der Filterung von Aerosolen vor allem von der Art der Schutzmaske abhängt. Untersucht wurden FFP2-Masken, medizinischer Mund-Nasen-Schutz (MNS, OP-Maske) und selbstgemachte Behelfsmasken aus dem Material von Teebeuteln. Betrachtet wurde die Wirksamkeit dieser Masken bei Partikelgrößen von 0,02 bis 1 µm. FFP2-Masken, die einen abdichtenden Sitz rund um Mund und Nase des Trägers gewährleisten, erwiesen sich als etwa 25-mal effektiver als medizinischer Mund-Nasen-Schutz (trotz identischer Filtereffizienz gegenüber den untersuchten FFP-2-Masken) und 50-mal effektiver als Behelfsmasken.
Im April 2020 testete das Max-Planck-Institut für Chemie die Abscheideeffizienz unterschiedlichster Materialien, wie sie bei kommerziellen und selbstgefertigten Masken Verwendung finden. Untersucht wurden unterschiedliche Wirkmechanismen hinsichtlich Partikelgröße und Druckdifferenz. Dabei wurden Partikel im Größenbereich von 100 bis 500 nm Durchmesser generell mit der geringsten Effizienz aufgehalten (Most Penetrating Particle Size). Dies lässt sich durch die verschiedenen Wirkmechanismen (Interzeption, Impaktion, Diffusionsabscheidung, elektrostatische Abscheidung) eines Filters erklären, die in Kombination in diesem Größenbereich am wenigsten effizient wirken. Die Studie zeigte, dass im Bereich der Größe von SARS-CoV-2-Viren die Abscheideleistung der für Alltagsmasken verwendeten Materialien deutlich geringer als die von Mund-Nasen-Schutzmasken ist; da die Viren allerdings auf Tröpfchen sehr unterschiedlicher Größe transportiert werden, ist diese Erkenntnis hinsichtlich der praktischen Bedeutung nur eingeschränkt aussagekräftig. Insbesondere Partikel mit einem Durchmesser von 5 μm und größer wurden von allen in der Studie untersuchten Materialien sehr effizient abgeschieden. Tröpfchen, die beim Husten und Niesen entstehen, finden sich vorwiegend in diesem Größenbereich, während ebenfalls virustragende Aerosolpartikel, die beim Sprechen und Singen emittiert werden, auch deutlich kleiner sein können.
Die angegebene Schutzwirkung kann durch eine unsachgemäße Anwendung reduziert werden. Insbesondere muss sichergestellt werden, dass die Maske eng am Gesicht anliegt, Mund und Nase vollständig bedeckt, möglichst nicht berührt wird, sowie nicht durchfeuchtet ist.
Zur Verhinderung einer Tröpfcheninfektion über die Augenschleimhäute kann ergänzend zu einer Maske ein Plexiglas-Visier getragen werden. Für Tätigkeiten an Patienten mit COVID-19-Verdacht wird dies empfohlen. Plexiglas-Visiere allein bieten noch weniger Schutz als einfache Stoffmasken.

### Schutz des Umfeldes
FFP-Masken gibt es mit und ohne Ausatemventil. Masken mit Ventil filtern nur die eingeatmete Luft. Diese gelangt beim Ausatmen (inklusive ggf. vorhandener Viren) durch das Ventil ungefiltert in die Umgebung. Masken mit Ausatemventil bieten also keinen Fremdschutz. Sie sind daher zum Tragen in der Öffentlichkeit und für ein Befolgen der Maskenpflicht nicht geeignet, da das Prinzip des gegenseitigen Fremdschutzes unterlaufen wird.

## Kontrolle der Produktsicherheit
Hinweise auf mangelhafte oder falsch deklarierte Schutzmasken sind auf der Internetseite der Bundesanstalt für Arbeitsschutz und Arbeitsmedizin (BAuA) zu finden. Sie veröffentlicht in ihrer Datenbank „Gefährliche Produkte“ ihr bekannt gewordene Produktrückrufe, Produktwarnungen, Untersagungsverfügungen und sonstige Informationen zu gefährlichen Einzelprodukten, die in Deutschland u. a. durch das Produktsicherheitsgesetz (ProdSG) geregelt sind.
Europaweit gibt es das Schnellwarnsystem Rapid Exchange of Information System (RAPEX), um Informationen u. a. über gefährliche bzw. nicht normgerechte Schutzmasken zu sammeln. Die deutsche Kontaktstelle für das RAPEX-System ist die Bundesanstalt für Arbeitsschutz und Arbeitsmedizin (BAuA).